# Saw (curtmetratge de 2003)
Saw és un curtmetratge australià de terror de nou minuts i mig llançat el 2003. Va ser dirigit per James Wan i escrit per Leigh Whannell qui també el va protagonitzar. Va ser originalment usat per armar un guió per a una pel·lícula completa, Saw, per a diversos estudis i actors. La pel·lícula va ser eventualment feta el 2004. A Internet el curt ha estat referenciat com "Saw 0,5". El curt després es va tornar en una escena de Saw, amb Shawnee Smith com a Amanda Young utilitzant el parany en lloc de David. El curtmetratge original pot ser vist en el segon disc de Saw: Uncut Edition. Ha estat doblat al català

## Argument
Un jove, David (Whannell), es troba en una sala d'interrogatoris parlant amb un oficial no identificat.David és emmanillat, i té sang a la cara i la camisa. Ell està fumant un cigarret. Li diu a l'oficial que després d'haver acabat el seu treball com a infermer a l'hospital, va ser colpejat fins a quedar inconscient i portat a una habitació gran.
Dins de l'habitació, David va ser lligat a una cadira amb un dispositiu gran, metall rovellat tancat al cap. A la seva esquerra hi havia un petit televisor, que va començar a veure's un vídeo que mostra un ninot espantós que li diu que el dispositiu al cap és un "Beartrap inversa", que s'enganxa a les mandíbules i que s'ha de treure de la cara i que té cert temps abans que el mati. El titella li diu a David que l'única clau per desbloquejar el dispositiu està a l'estómac del seu company d'habitació mort.
David és capaç d'alliberar-sa dels seus lligams, però en fer-ho es posa en marxa un cronòmetre a la part posterior del dispositiu. A través de la sala, es troba el cos del titella que esmenta, però també troba que l'home és en realitat viu, però en virtut de la paràlisi. David entra en pànic i talla en l'estómac de l'home, de totes maneres. Després de trobar la clau, David desbloqueja el dispositiu i el llença a terra, així com que quedi oberta. David s'escapa de la mort del dispositiu.
David comença a cridar i plorar de terror. A l'entrada a la sala, el titella del vídeo apareix en un tricicle. Es felicita David per haver sobreviscut. La pel·lícula acaba amb l'oficial de policia preguntant "Et sents agraït, David"? fent que la jove a trencar una altra vegada cap avall. En els crèdits finals comencen a rodar, una rèplica CGI de la cambra de bany utilitzat més endavant en el ple es mostra la pel·lícula Saw, encara que amb algunes diferències. Una petita espiell es mostra amb un ull visible darrere d'ell, que era un concepte reutilitzats en una altra trampa en Saw.

## Personatges
- Leigh Whannell com a David
- Paul Moder com a Policia
- Katrina Mathers com a Infermera
- Dean Francis com a Víctima paralitzada

## Saga
- Saw
- Saw II
- Saw III
- Saw IV
- Saw V
- Saw VI
- Saw VII